# Carcans
Carcans es una comuna francesa, situada en el departamento de la Gironda, en la región de Nueva Aquitania en el suroeste de Francia. 

## Geografía
Situada a unos cincuenta kilómetros de Burdeos, en las Landas del Médoc, Carcans es un centro balneario justo frente al océano Atlántico y del más grande lago natural de agua dulce de Francia.
Está compuesta por cuatro localidades: Carcans, centro administrativo, Le Pouch, situeado entre el bosque y la marisma, Maubuisson, lugar turístico creado en los años 1960-1970 dentro del marco de la mejora de la costa aquitana alrededor del lago y Carcans-plage, el centro balneario a orillas del océano (playa vigilada) .
El municipio forma parte de la communauté des Lacs médocains que agrupa a los municipios de Hourtin, Carcans y Lacanau.
Limita al norte con Hourtin al este con Saint-Laurent-Médoc al sur con Castelnau-de-Médoc , Brach y Lacanau y al oeste con el océano Atlántico .

## Historia
Carcans debe gran parte de su historia y de su economía al inmenso bosque de pinos marítimos que la atraviesan: las Landas del Médoc, donde se practicó el gemmage (operación consistente en cortar los pinos para recoger la resina) durante numerosos años. Hoy en día, el turismo balneario es la principal fuente de ingresos del municipio.

## Demografía
| 906 | 926 | 1 035 | 995 | 1 075 | 1 094 | 990 | 937 | 1 027 | 1 049 | 1 134 | 1 155 | 1 242 | 1 503 | 1 551 | 2 025 |
| Para los censos de 1962 a 1999 la población legal corresponde a la población sin duplicidades (Fuente: INSEE [Consultar]) |     |       |     |       |       |     |     |       |       |       |       |       |       |       |       |

## Lugares y monumentos
- La playa de Carcans Océan, situada a 10 km de Lacanau Océan, lugar de interés surfero.
- El lago de Hourtin-Carcans Maubuisson, que acoge numerosas regatas.
- La villa de Maubuisson, centro de la vida estival en la comuna, situado en el borde del lago.
- La base de Bombannes, antiguamente base departamental, se encuentra en el bosque público junto al lago, entre Maubuisson y el océano; instalaciones deportivas.
- Sendas ciclables, que el municipio ofrece en gran número, a través de los bosuqes de pinos.
- El burgo de Carcans.
- La iglesia de Saint Martin de Carcans.